# Терез Ан Фаулър
Терез Ан Фаулър (на английски: Therese Anne Fowler) е американска писателка на произведения в жанра биографичен, исторически и любовен роман.

## Биография и творчество
Терез Ан Фаулър е родена на 22 април 1967 г. в Милан, Илинойс, САЩ. От малка е запален читател. Като ученичка е от първите момичета, играещи в младежката бейзболната лига. След завършването на гимназията се омъжва и има двама сина. Когато те поотрастват, а тя се развежда, на 30-годишна възраст, като самотен родител, решава да преследва мечтата си да учи и пише. Получава бакалавърска степен по социология и магистърска степен по творческо писане от Държавния университет на Северна Каролина.
Първият ѝ роман „Souvenir“ е публикуван през 2007 г.
През 2013 г. е издадена книгата ѝ „Романът на Зелда Фицджералд“. Книгата представя историята на амбициозната и красива Зелда, съпруга и муза на Скот Фицджералд, която е балерина и писателка, модна икона на 20-те години на 20 век, от парижкия артистичен елит в Ерата на джаза, и която преследва собствените си мечти от романтиката на Юга, бляскавия Париж и до трагичния край в Холивуд. Романът става бестселър и я прави известна. През 2015 – 2017 г. романът е екранизиран в телевизионния сериал „Z: The Beginning of Everything“ с участието на Кристина Ричи, Дейвид Хофлин и Кристине Нилсен.
Интересът ѝ към живота на известни жени, които са погрешно представени от популярната култура или са били пренебрегвани от историята, продължава в следващата ѝ книга „Романът за Алва Вандербилт“. Главната героиня Алва е дъщеря на разорен плантатор, която се омъжва за наследника на най-богатия мъж в Америка, железопътния магнат Корнелиус Вандербилт. Попаднала в бурния светски живот на Ню Йорк, тя организира бляскави балове и строи забележителни имения. Но животът ѝ се променя, когато съпругът ѝ изневерява, тя се развежда и става една от лидерките на суфражетките.
Освен че пише, писателката чете лекции по творческо писане в университета на Северна Каролина. Член е на Американския ПЕН клуб.
Терез Ан Фаулър е омъжена за писателя Джон Кесел. Живее със семейството си в Роли, Северна Каролина.

## Произведения

### Самостоятелни романи
- Souvenir (2007)
- Reunion (2008)
- Exposure (2011)
- Z: A Novel of Zelda Fitzgerald (2013)
Романът на Зелда Фицджералд, изд.: ИК „Обсидиан“, София (2013), прев. Надя Баева
- A Well Behaved Woman (2018)
Романът за Алва Вандербилт, изд.: ИК „Обсидиан“, София (2019), прев. Надя Баева

### Екранизации
- 2015 – 2017 Z: The Beginning of Everything – ТВ сериал, 10 епизода, продуцент